# Kadoma (Zimbabwe)
Kadoma, eerder bekend als Gatooma, is een stad in Zimbabwe.

## Locatie
De stad ligt in het district Kadoma, in de provincie Mashonaland West, een van de 10 provincies in Zimbabwe. De stad ligt ongeveer 166 kilometer ten zuidwesten van Harare en is per weg bereikbaar. Kadoma ligt tussen Harare en Bulwayo.

## Overzicht
Kadoma is een echte mijnstad. De mijnen in de omgeving bevatten goud, koper en nikkel. De belangrijkste mijn in de regio is de Cam and Motor mijn, deze ligt in de Eiffel Flat, een klein dorpje 10 kilometer noordoost van Kadoma. Naast mijnen is er een katoenplantage.

## Geschiedenis
Tot 1982 heette de stad nog Gatooma. Gatooma was gestart als een mijnkamp. Het kamp groeide gestaagd in inwoners en sedert 1907 werd een vaste dorpsleiding gekozen. De stad is vernoemd naar een nabij gelegen kraal van Chief Katuma. Deze symboliek is terug te vinden in het wapenschild van de stad. In 1907 openende het eerste hotel in de stad en werd de eerste school geopend (Jameson High School). In 1922 werd de stad voorzien van elektriciteit.

## Bevolking
In 2004 had de stad 79.174 inwoners. In 2012 werd dit geschat op 91.633.

## Stedenverband(en)
Kadoma is een partnerstad met Stevenage.
| Stad      | Land                | Sinds |
| --------- | ------------------- | ----- |
| Stevenage | Verenigd Koninkrijk | 1989  |